# 北代梅爾吉山

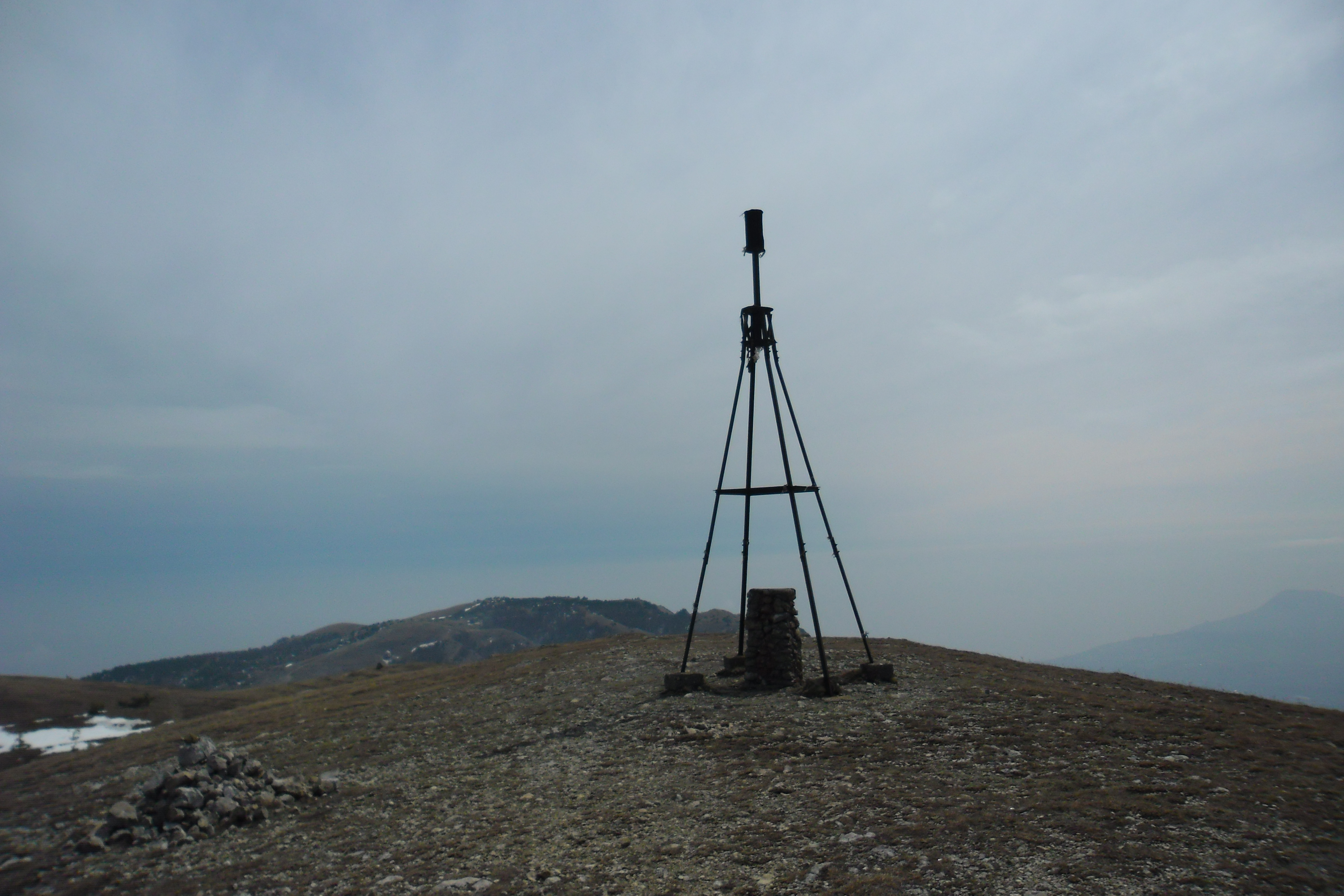
北代梅尔吉山

44°46′47″N 34°23′16″E / 44.77972°N 34.38778°E
北代梅尔吉山（烏克蘭語：Північна Демерджі）是烏克蘭的山峰，位於克里米亞共和國，屬於克里米亞山脈的一部分，處於基輔以南約700公里，海拔高度1,356米，每年平均降雨量579毫米。